# Дача «Ваза»
Дача «Ваза» (не сохранилась) — в посёлке Куоккале (с 1948 года — Репино) Карельский перешеек, с 1905 по 1907 год служила центром фракции большевиков. Принадлежала сочувствовавшим революции хозяевам. Дача находилась на территории Великого Княжества Финляндского, полиция которой не входила в общероссийскую полицейскую иерархию, многие видные деятели большевистской фракции укрывались здесь от розыска. Некоторое время на даче постоянно жили В. И. Ленин с Н. К. Крупской, Александр Богданов с женой, которые участвовали в координации действий большевиков. Руководили отсюда партийной печатью и написали многие важные тексты. 

## Первая русская революция[1]
В 1906 году революция 1905—1907 годов пошла на убыль, силы царской власти стали превосходить революционный порыв рабочих. Для своего спасения большевики стали искать убежища на территории Финляндии. Одним из таких мест стал посёлок Куоккала (с 1948 года — Репино), где большевик Гавриил Лейтейзен ещё в 1905 году снял дачу, которая стала явкой, складом нелегальной литературы и партийном архивом. Нередко там какое-то время жили вышедшие из тюрем большевики.

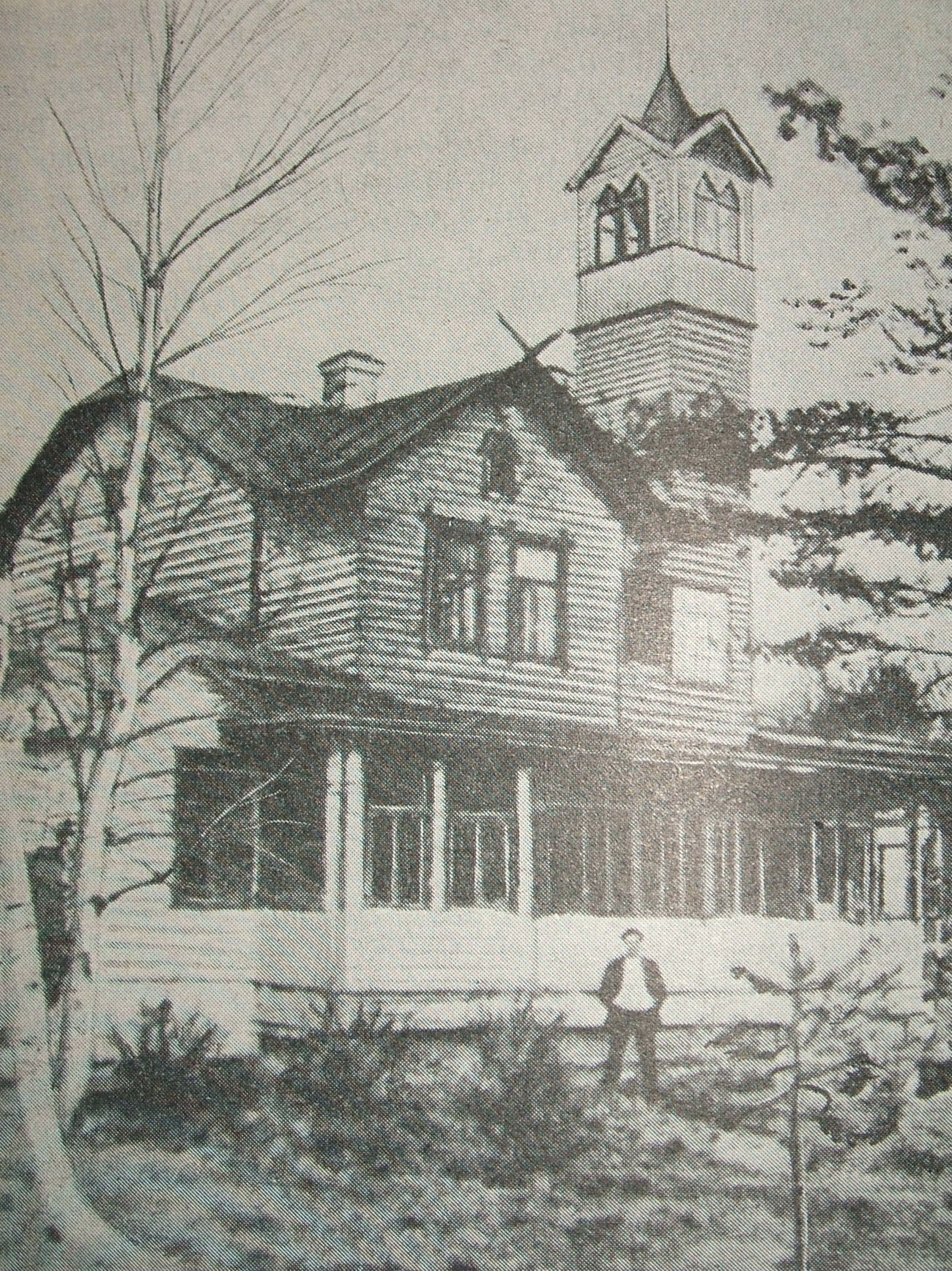
Дача «Ваза» в начале XX века

Дача стояла метрах в пятидесяти от железной дороги, справа по направлению к Выборгу. Место удобное в часе езды от Петербурга. Хозяева дачи — финн Эдуард Энгестрём с женой сочувствовали революционерам и оказывали им всяческую помощь, сами же они жили в соседнем доме.
Дача была с мезонином и высокой башней, деревянная, двухэтажная, с большой верандой по фасаду. В первом этаже несколько небольших комнат и столовая, которая освещалась через веранду. На воротах невысокого забора вырезана надпись «Вилла Ваза» (хозяин был родом из города Вааса, швед. Vasa в западной Финляндии, отсюда и название дачи). Двор обычный с постройками и полузаросшим прудом. По соседству было немного дачных строений.
Наездами здесь в 1906 году бывал и Владимир Ильич Ленин, который потом поселился постоянно. В августе 1906 года к нему приехала Надежда Константиновна Крупская с матерью.

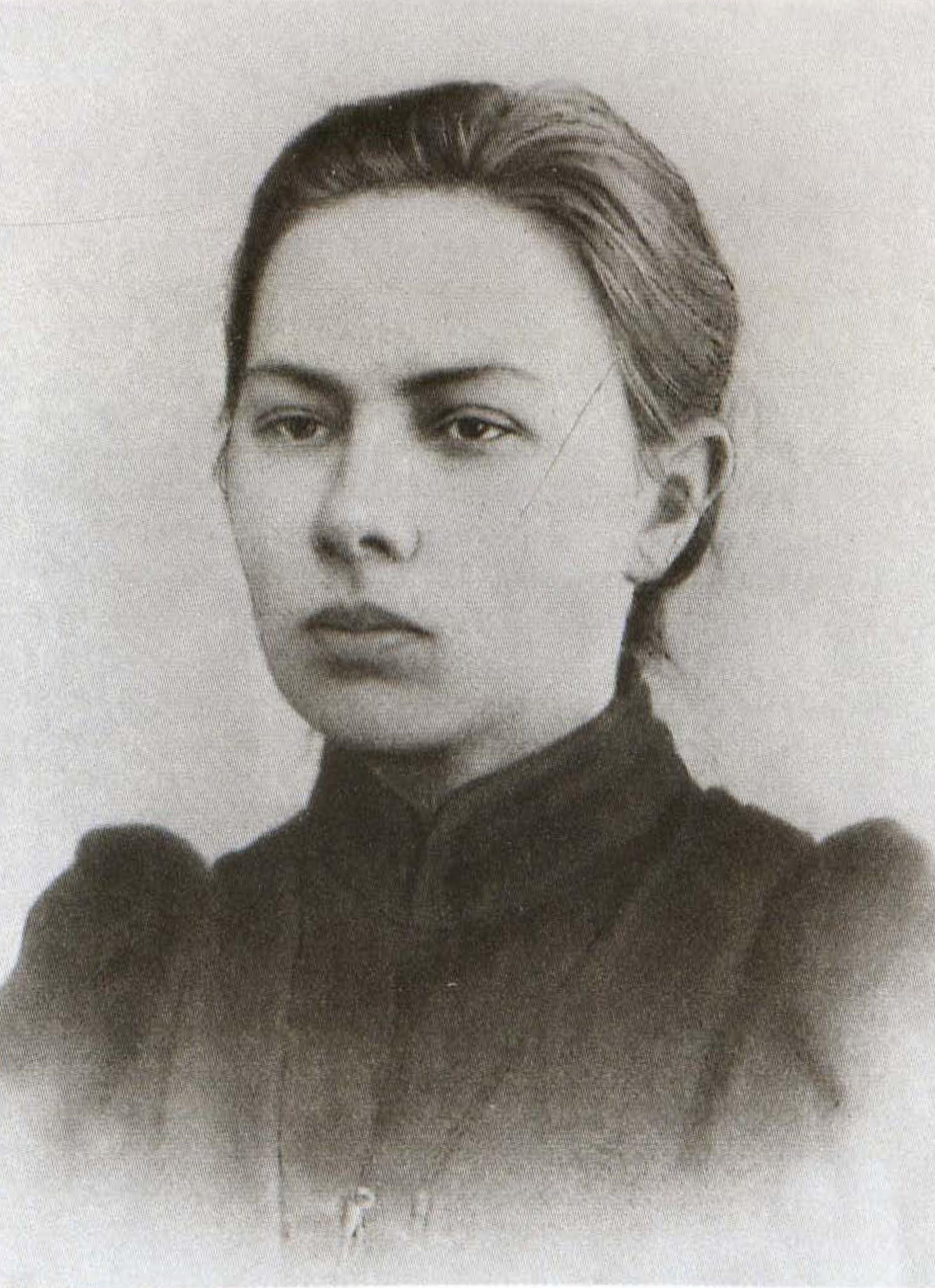
Надежда Константиновна Крупская

Небольшой коридорчик отделял комнату Ленина от других комнат первого этажа. В одной из них жила семья Лейтейзенов, а после их отъезда комнату заняла Надежда Константиновна и Елизавета Васильевна. Зимой 1906—1907 гг. здесь несколько дней провела Мария Ильинична Ульянова. В другой комнате жил молодой латышский большевик Ян Антонович Берзиньш-Зиемелис, опубликовавший в 1928 году свои воспоминания об этом периоде работы большевиков. На втором этаже дачи жил член ЦК РСДРП Александр Александрович Богданов с женой.

Мария Ильинична Ульянова

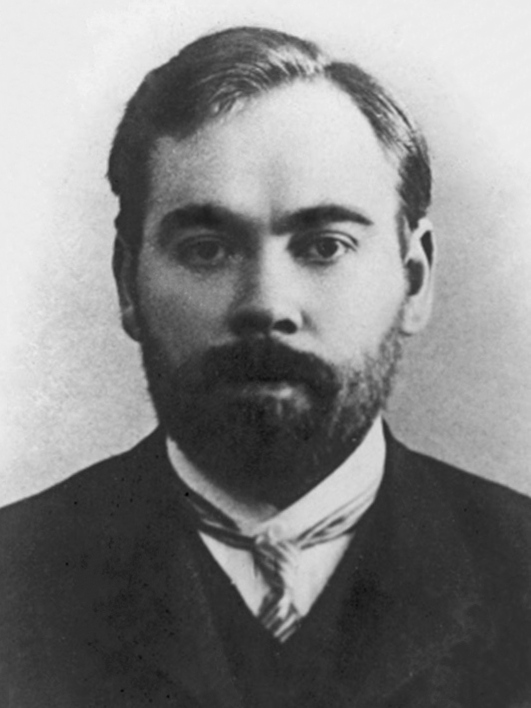
Александр Александрович Богданов

На даче «Ваза» в тот период часто бывал, один из ближайших соратников Ленина Александр Григорьевич Шлихтер. Петербургский комитет РСДРП выделил, для связи с Лениным большевика, рабочего Путиловского завода Маркова С. В. Тот ежедневно отвозил ему газеты и почту и отвозил статьи и письма в Петербург. На даче Владимир Ильич написал более ста статей и заметок, в том числе «Уроки московского восстания», «Партизанская война», «Кризис меньшевизма», а также проекты резолюций IY и Y съездов партии, ряда партийных конференций, здесь были написаны бесчисленные листовки, воззвания, резолюции, брошюры, предисловия к чужим работам, статьи.
В конце июля 1906 года в Куоккала на дачу которую снимала художница Зарудная-Кавос Е. С. приехала Роза Люксембург. Приехала нелегально после освобождения из тюрьмы Варшавы. За три недели пребывания ей удалось встретиться с Лениным и войти в контакт с деятелями РСДРП. Здесь с Лениным познакомился рабочий Сестрорецкого оружейного завода Емельянов, Николай Александрович, который в 1917 году укрывал Ильича в Сарае, а затем Шалаше за озером Сестрорецкий Разлив.

Персоналии замеченные на даче «Ваза»
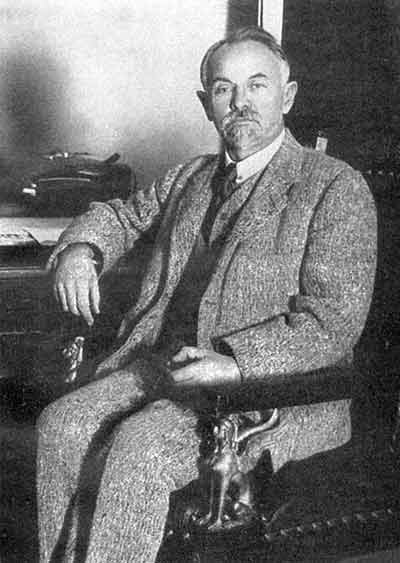
Красин, Леонид Борисович
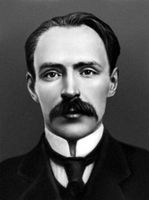
Дубровинский, Иосиф Фёдорович
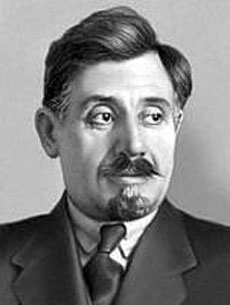
Тер-Петросян С. А. Камо (большевик)
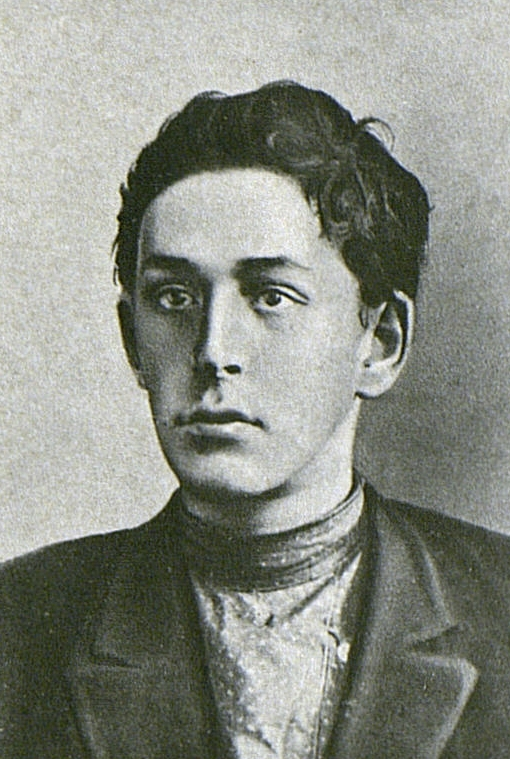
Лядов, Мартын Николаевич
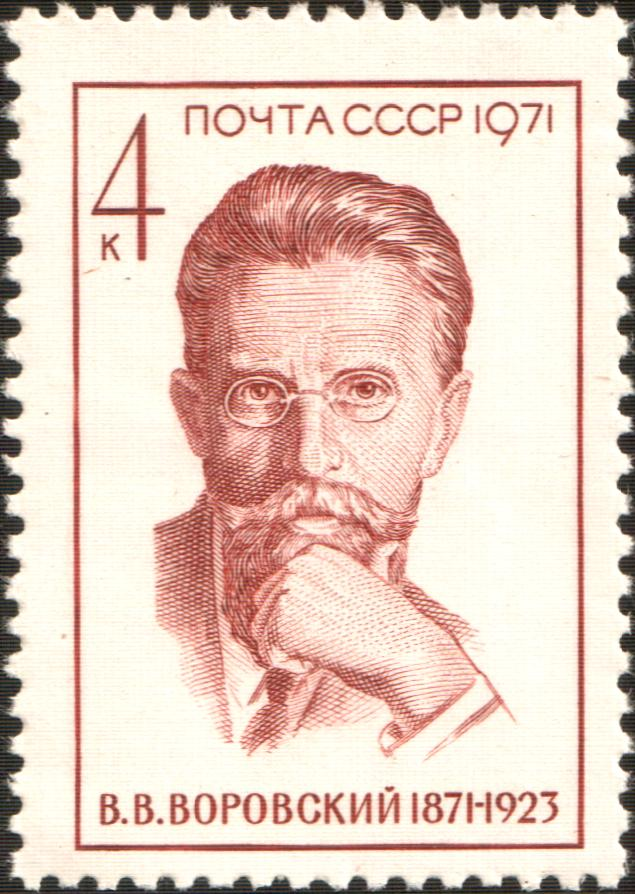
Воровский, Вацлав Вацлавович
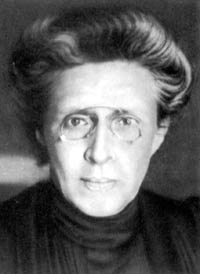
Стасова, Елена Дмитриевна
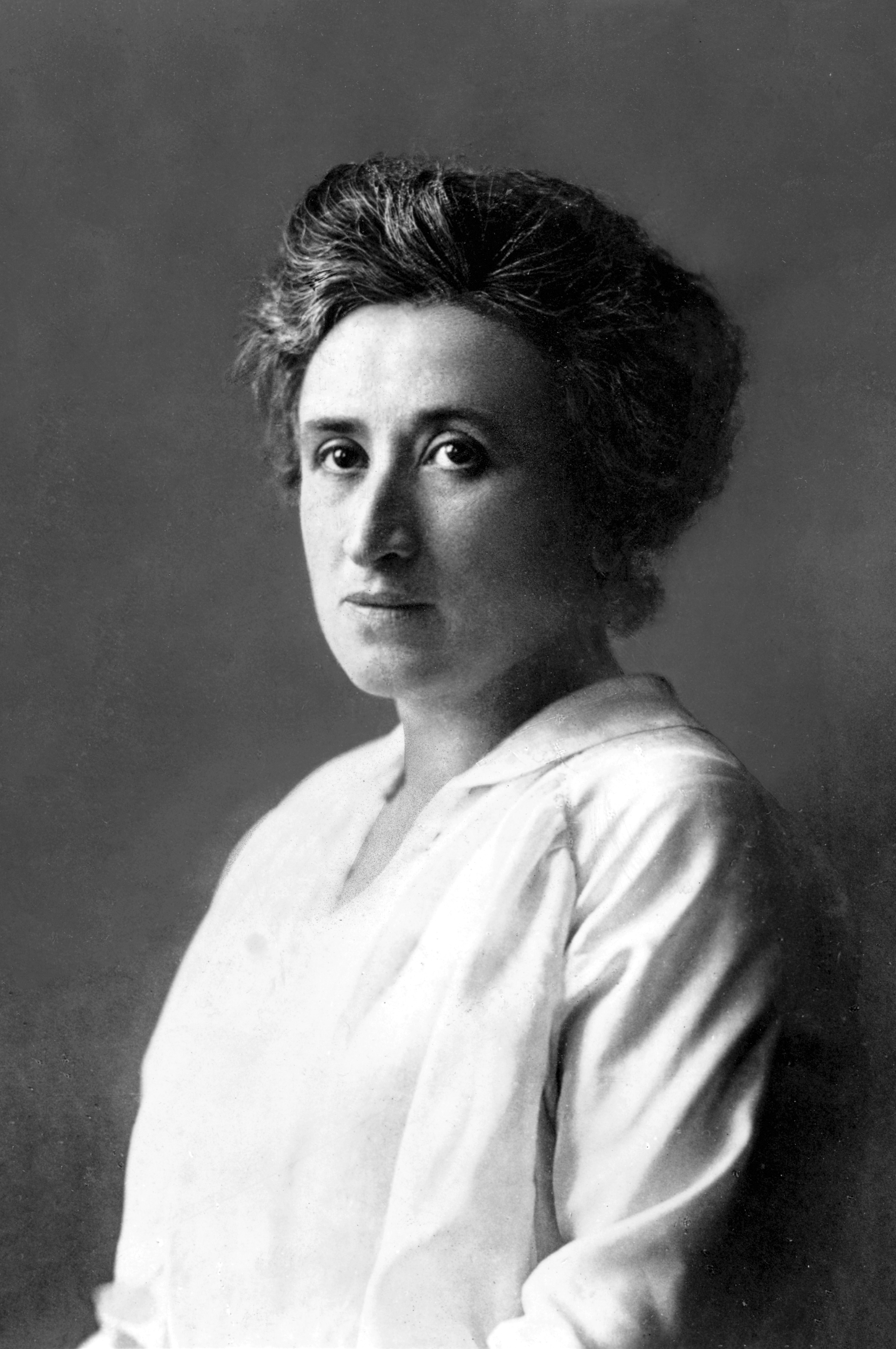
Люксембург, Роза
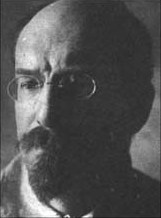
Луначарский, Анатолий Васильевич
Берзиньш-Зиемелис, Ян Антонович

На даче почти беспрерывно происходили заседания, совещания. В это время разрабатывается положение думской тактики большевиков. Русская полиция не могла преследовать граждан на территории Финляндии. Эта дача стала центром партийной жизни. 
Ленин постоянно разъезжал по партийным делам в Петербург, Москву, Выборг, Гельсингфорс, за границу на съезды партии в Лондон и Стокгольм, на партконференцию в Терийоки. С 6 по 21 августа 1906 г. был в Выборге, где вместе с Крупской налаживал выпуск большевистской газеты «Пролетарий». Рисковал, так как против него, было возбуждено уголовное дело, и его разыскивала полиция.

## Судьба дачи
В 1916 году Энгестрёмы дачу продали, а в 30-х годах она была разобрана, по другой версии сгорела в 1940 году. В XXI веке участок дачи находится неподалёку от дома № 14 по Привокзальной улице. Не застроен. Сохранилась схема поэтажной застройки, позволяющая воссоздать типичный интеллигентный финский дом начала века, служивший нелегальным пристанищем для большевиков.

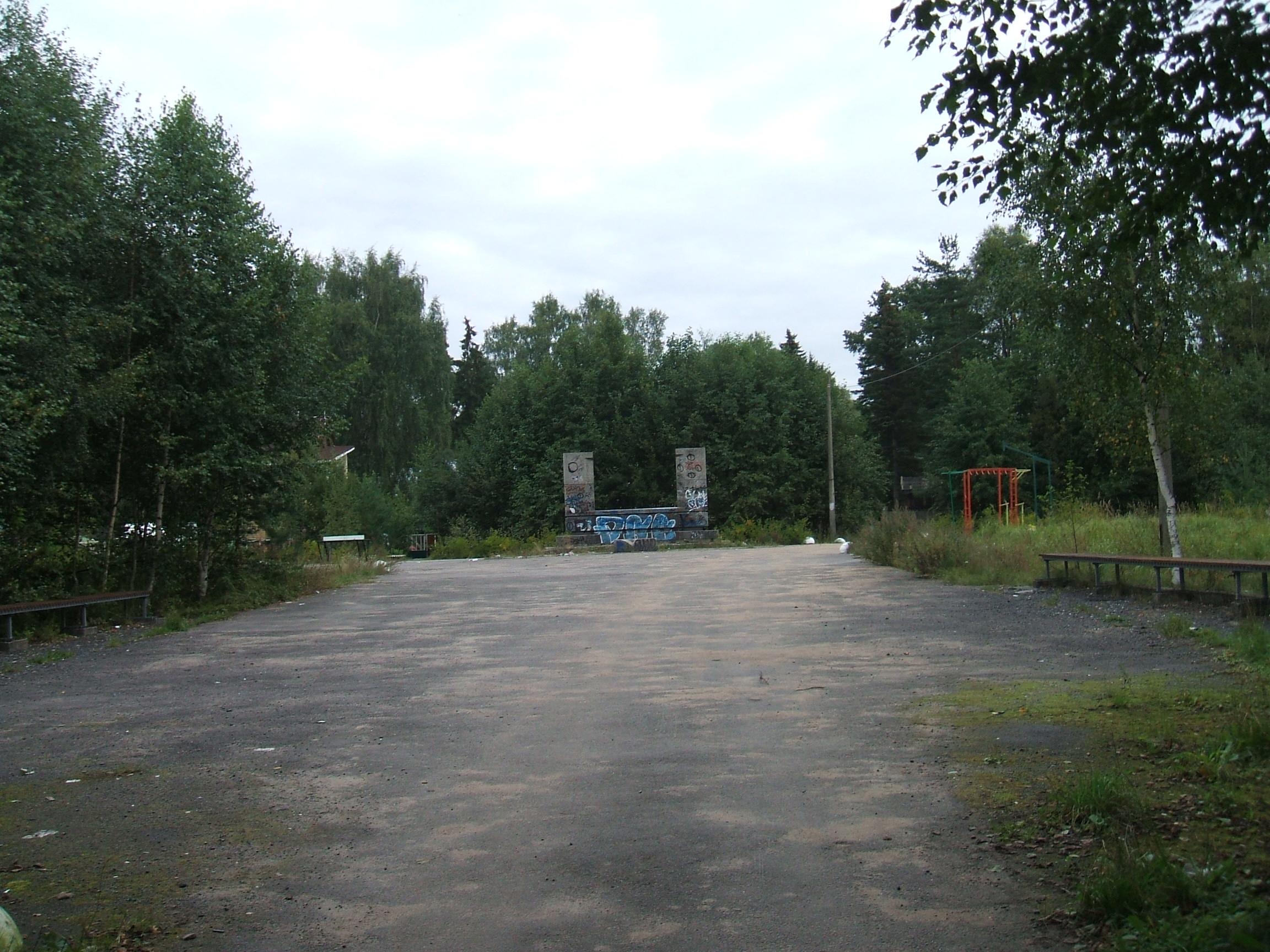
Репино Сквер № 10083 общего пользования

Сейчас в 2010 году, там благоустроенный сквер, с декоративными скамейками, общедоступного пользования. В глубине участка к 70-летию Великого Октября, при участии ЦК КПСС, обкома партии, Ленгорисполкома, власти Сестрорецкого района, проектировщиков, строителей и многих других организаций и лиц, начиная с 1967 года, планировалось построить библиотеку. Документацию (архитектор Берлин В.) подготовил Ленинградский филиал Государственного института проектирования театрально-зрелищных предприятий, строительство поручено тресту № 104, но в 90-е годы XX века установлена памятная стела из полированного гранита (архитектор Ярмолинский, авторы композиции архитектор Бадалян и скульптор Лазарев).
Сейчас ничто не напоминает о революционном прошлом этого места.